# بخش اسکیئوتو (شهرستان پیکاوی، اوهایو)
بخش اسکیئوتو (به انگلیسی: Scioto Township) یک منطقهٔ مسکونی در ایالات متحده آمریکا است که در شهرستان پیکوای، اوهایو واقع شده‌است.
 بخش اسکیئوتو ۱۱۶٫۶ کیلومتر مربع مساحت و ۹٬۹۳۳ نفر جمعیت دارد و ۲۵۹ متر بالاتر از سطح دریا واقع شده‌است.